# 더 킹 오브 파이터즈 2000
《더 킹 오브 파이터즈 2000》(The King of Fighters 2000, 약칭 KOF 2000)는 SNK가 제작한 아케이드 대전 격투 게임이다. 《더 킹 오브 파이터즈》 시리즈 일곱 번째 작품으로, 2000년 7월 26일 네오지오 아케이드 기판으로 처음 출시됐다. 전 네스츠 요원이었던 K'와 맥시마가 다시 주인공으로, 네스츠 집단을 수색할 실마리를 위해 격투대회를 여는 내용으로 '네스츠 사가'의 두번째 이야기이다. 구 SNK가 파산 전 마지막으로 배급한 《더 킹 오브 파이터즈》 작품이다.
전작 《더 킹 오브 파이터즈 '99》에서 도입된 스트라이커 시스템을 더욱 발전시켜, 플레이어가 공격 중에 어시스트 캐릭터를 다방면으로 소환할 수 있게돼 콤보를 넣기 수월하도록 됐다.
아케이드 및 가정용 네오지오 출시 후, 스트라이커가 더욱 추가된 이식판이 드림캐스트와 플레이스테이션 2로 발매됐다. 이후 플레이스테이션 네트워크, 닌텐도 e숍 등 디지털 플랫폼으로 재발매됐다.

## 게임플레이
《더 킹 오브 파이터즈 2000》의 전체적인 게임플레이는 스트라이커를 도입한 전작 《더 킹 오브 파이터즈 '99》에 기반하며 스트라이커의 역할을 확장했다. 《KOF 2000》의 신 시스템 '액티브 스트라이커'는 플레이어로 하여금 대전 중에 자유롭게 스트라이커를 소환해 콤보에 유동적으로 활용할 수 있게 작동한다. 또한 플레이어가 도발을 사용하거나 한 라운드를 질 때마다 사용할 수 있는 스트라이커 수가 충전된다.

## 줄거리
지난 해 대회에 있었던 불미스런 일로 말미암아, 이카리 팀의 수장 하이데른이 네스츠의 꼬리를 잡기 위해 대회를 다시 개최한다.

### 등장인물
이번 작의 히어로 팀에는 K', 맥시마 이외에 새로운 인물 바네사와 라몬이 참전했다. 여성 격투가 팀에는 《용호의 권 외전》의 토도 카스미와 《KOF》 오리지널 캐릭터 히나코가 들어왔다. 마지막으로 라이벌로 린과 쿨라 다이아몬드가 들어왔다.
| 주연 팀                                       | 아랑 팀                                             | 용호 팀                                                     | 이카리 팀                                      | 기타                                                   |
| --------------------------------------------- | --------------------------------------------------- | ----------------------------------------------------------- | ---------------------------------------------- | ------------------------------------------------------ |
| - K' - 맥시마 - 바네사 - 라몬                 | - 테리 보가드 - 앤디 보가드 - 조 히가시 - 블루 마리 | - 료 사카자키 - 로버트 가르시아 - 타쿠마 사카자키 - 킹      | - 클락 스틸 - 랄프 존스 - 레오나 하이데른 - 윕 | - 쿠사나기 쿄 - 야가미 이오리 - 쿨라 다이아몬드 - 제로 |
| 라이벌 팀                                     | 사이코 팀                                           | 일본녀 팀                                                   | 태권도 팀                                      | - 쿠사나기 쿄 - 야가미 이오리 - 쿨라 다이아몬드 - 제로 |
| - 니카이도 베니마루 - 야부키 신고 - 세스 - 린 | - 아사미야 아테나 - 시이 켄수 - 친 겐사이 - 바오    | - 시라누이 마이 - 유리 사카자키 - 토도 카스미 - 시조 히나코 | - 김갑환 - 장거한 - 최번개 - 전훈              | - 쿠사나기 쿄 - 야가미 이오리 - 쿨라 다이아몬드 - 제로 |

또한 이번 작품에서는 최종보스인 제로를 제외한 모든 등장인물마다 《더 킹 오브 파이터즈 2000》에 플레이어 캐릭터로 나오지 않은 인물을 스트라이커로 사용할 수 있는 '어나더 스트라이커'가 존재한다. 이 스트라이커들은 《더 킹 오브 파이터즈》를 비롯한 SNK의 격투 게임뿐만이 아닌 타 장르의 SNK 게임에서 등장한 인물들도 있다.
일부 등장인물의 경우에는 또 하나의 '매니악 스트라이커'까지 존재한다. 매니악 스트라이커의 경우 아케이드 판에서는 특수 조작으로 선택해야하며, 가정용 이식판에서는 별도의 조작 없이 바로 선택 가능하다. 최초 네오지오 판에는 8명의 매니악 스트라이커들이 존재하나, 플레이스테이션 2 이식판에서 10명이 추가로 등장했다.
| 주연 팀 | 아랑 팀 | 용호 팀 | 이카리 팀                                                                                            | 기타 |
| --- | --- | --- | --- | --- |
| - 어나더 K' - 크리저리드 - 록키 (로보 아미) - 피오 (메탈슬러그) - 듀크 에드워즈 (버닝 파이트) - 네오 & 지오 (퀴즈 대수사선) | - 기스 하워드 (아랑전설) - 브라이언 배틀러 - 빌리 칸 (아랑전설) - 럭키 글로버 - 덕 킹 (아랑전설) - 헤비 D! - 야마자키 류지 (아랑전설) | - 카에데 (월화의 검사) - G-망토 - 어나더 로버트 - 텐도 가이 (부리키 원) - 미스터 빅 (용호의 권) - 킹 라이언 (풍운묵시록)                   | - 셸미 - 나나카세 야시로 - 오로치 레오나 - 게닛츠 - 오로치 - 크리스 - 하이데른                       | - 키리시마 쇼 - 쿠사나기 사이슈 - 매츄어 & 바이스 - 어나더 이오리 - 캔디 다이아몬드 & 폭시 - 루갈 번스타인 |
| 라이벌 팀 | 사이코 팀 | 일본녀 팀 | 태권도 팀                                                                                            | - 키리시마 쇼 - 쿠사나기 사이슈 - 매츄어 & 바이스 - 어나더 이오리 - 캔디 다이아몬드 & 폭시 - 루갈 번스타인 |
| - 어나더 베니마루 - 오로치 이오리 - 코스플레이어 쿄코 - 키사라기 에이지 (용호의 권) - 다이몬 고로                           | - 여신 아테나 (아테나) - 켄수 (사이코 솔저) - 바이탕 (아랑전설) - 와타베 카오루                                                       | - 카구라 치즈루 - 볼프강 크라우저 (아랑전설) - 나코루루 (사무라이 쇼다운) - 리 샹페이 (아랑전설) - 언노운 (용호의 권) - 릴리 칸 (아랑전설) | - 김수일 (풍운: 슈퍼 태그 배틀) - 김동환 (아랑전설) - 스마트 장 - 김재훈 (아랑전설) - 쿨 최 - 강배달 | - 키리시마 쇼 - 쿠사나기 사이슈 - 매츄어 & 바이스 - 어나더 이오리 - 캔디 다이아몬드 & 폭시 - 루갈 번스타인 |

## 게임플레이
어나더 스트라이커 및 히든 스트라이커 제도를 도입해, SNK 게임 캐릭터들이 어나더 스트라이커 및 매니악 스트라이커로 대거 등장했다. PS2판에서는 매니악 스트라이커가 10명 더 늘어났다.
도발 시 파워 스톡이 스트라이커 봄으로 전환되는 시스템을 도입했고, 전작에 있었던 레버를 뒤로 당긴 채 회피할 시 다시 앞으로 튀어나오는 것이 사라지고 원래의 뒤로 회피하는 것으로 끝나도록 변경되었다. 또한 대전 시 대결 순서를 먼저 정해놓은 뒤 대결 상대를 공개하는 시스템을 도입하였다. 카운터 모드 및 아머 모드 발동 시 상대가 근접해 있으면 그 상대가 대미지없이 멀리 튕겨져 나가며, 아머 모드의 발동 유효시간이 카운터 모드와 동일해졌다. 게임하는 도중에 상대가 난입해오면(사람끼리의 대결) 철권 시리즈처럼 다른 캐릭터로 잠시 변경할 수 있는 시스템을 도입하였다.

## 평가
| 평가 |        |
| --- | ------ |
| 평론 점수 평론사 점수 게임스팟 7.8 [ 8 ] IGN 7.4/10 [ 9 ] 닌텐도 라이프 7/10 [ 10 ] Bonus Stage 9/10 [ 11 ] Pure Nintendo 7.5/10 [ 12 ] |        |
| 평론 점수 |        |
| 평론사 | 점수   |
| 게임스팟 | 7.8    |
| IGN | 7.4/10 |
| 닌텐도 라이프 | 7/10   |
| Bonus Stage | 9/10   |
| Pure Nintendo | 7.5/10 |

일본 잡지 〈게임 머신〉 2000년 9월 1일호에서 《더 킹 오브 파이터즈 2000》이 두 번째로 가장 인기많은 아케이드 게임으로 선정됐다.